# Beethovenův vlys

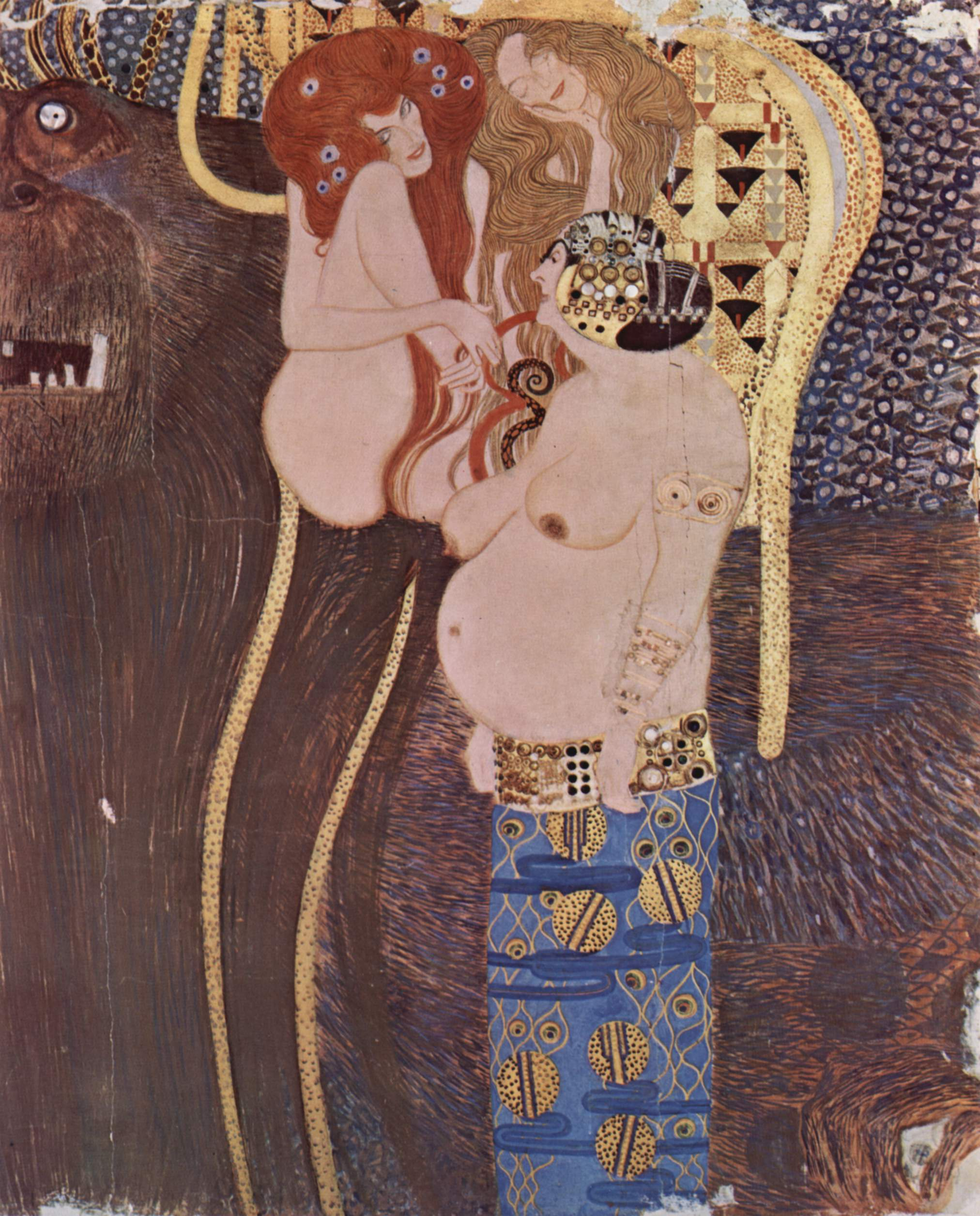
Část obrazu Beethovenfries.

Beethovenův vlys (německy Beethovenfries) je soubor monumentálních obrazů Gustava Klimta věnovaný skladateli Ludwigu van Beethovenovi.
Klimt soubor obrazů dokončil roku 1902 po 4 letech pro 14. výstavu vídeňské secese, která byla zamýšlena jako oslava skladatele a zahrnovala monumentální polychromovanou sochu od Maxe Klingera. Soubor byl zamýšlen pouze pro výstavu a namalován přímo na zdech pomocí lehkých barev. Po výstavě byl sice dále uchováván, vystaven byl však až roku 1986.
Beethovenův vlys je velmi známé výtvarné dílo, pročež byl použit jako hlavní motiv jedné z nejslavnějších příležitostných mincí v hodnotě 100 euro, vyražené 10. listopadu 2004 v Rakousku. Malá část malby je použita na zadní straně mince. Jsou vyobrazeny tři postavy: rytíř v brnění představující „obrněnou sílu“, žena v pozadí s věncem vítězství symbolizující „ambice“ a druhá žena se skloněnou hlavou a sepjatýma rukama znázorňující „soucit“.